# کایتو چیدا
کایتو چیدا (انگلیسی: Kaito Chida؛ زادهٔ ۱۷ اکتبر ۱۹۹۴) بازیکن فوتبال اهل ژاپن است.